# Торну (Лозада)
Торну (порт. Torno) — район (фрегезия) в Португалии, входит в округ Порту. Является составной частью муниципалитета Лозада. По старому административному делению входил в провинцию Дору-Литорал. Входит в экономико-статистический субрегион Тамега, который входит в Северный регион. Население составляет 2452 человека на 2001 год. Занимает площадь 3,35 км².
Покровителем района считается Апостол Пётр (порт. São Pedro Fins).